# Mayo-Tsanaga
Mayo-Tsanaga is een departement in Kameroen, gelegen in de regio Extrême-Nord. De hoofdstad van het departement heet Mokolo. De totale oppervlakte bedraagt 4 393 km². Er wonen 699 971 mensen in Mayo-Tsanaga.

## Districten
Mayo-Tsanaga is onderverdeeld in zeven districten:
- Bourrha
- Hina
- Koza
- Mogodé
- Mokolo
- Mozogo
- Soulédé-roua